# 가레스 포우드
개러스 포우드(Gareth Forwood, 1945년 10월 14일 ~ 2007년 10월 16일)는 영국의 배우이다.

## 출연 작품

### 영화
- 비틀즈의 탄생 (1979, Birth of the Beatles)
- 간디 (1982)

### 텔레비전
- The Wednesday Play (1965-70)
- 더 빌 (1989-98)
- The Cinder Path (1994)